# سکژپکی ماوه
سکژپکی ماوه (به لهستانی:  Skrzypki Małe) یک روستا در لهستان است که در گمینا بیلسک پودلاسکی واقع شده‌است.